# فتح القدير
يعتبر تفسير فتح القدير للشوكاني (1173 - 1250هـ) أصلاً من أصول التفسير، ومرجعاً من مراجعه، لأنه جمع بين التفسير بالرواية والتفسير بالدراية، حيث أجاد فيه مؤلفه في باب الرواية، وتوسع في باب الدراية.
شرع في تأليفه في شهر ربيع الآخر من سنة 1223هـ.

## طريقته في تفسيره
كانت للشوكاني طريقته الخاصة في التفسيره، ذكرها في مقدمة كتابه  وهي :
- الجمع بين التفسير بالرأي والتفسير بالمأثور، لذا أطلق عليه اسم «فتح القدير، الجامع بين فني الرواية والدراية من علم التفسير»
- ايراد الآيات ثم تفسيرها، وذكر الروايات التفسيرية الواردة عن السلف، وكثيراً ما يذكر عمن أخذ أصحاب كتب التفسير.
- ذكر المناسبات بين الآيات، والاحتكام إلى اللغة، معتمداً على أئمتها كالمبرد، والفراء، وأبي عبيدة.
- الاعتناء بإيراد القراءات السبع وشرحها وبيان معناها .
- ايراد مذاهب العلماء الفقهية في كل مناسبة، وذكر اختلافهم وأدلتهم، والترجيح بينها، واستنباط العديد من الاحكام معتمداً على اجتهادة في كثير من المواضع.

## موارده ومصادره
اعتمد الشوكاني في تفسيره على عدد من المصادر المختلفة ومنها:
- من كتب التفسير: تفسير عبد الرزاق، والزمخشري، وابن عطية الدمشقي، وابن عطية الأندلسي، وعبد بن حميد، والطبري، والقرطبي، وابن أبي حاتم، والثعلبي.
- من كتب الحديث: مسند أحمد، ومصنف ابن أبي شيبة.
- من كتب اللغة: ابن قتيبة، والأزهري، وابن دريد، والجوهري، وأبي جعفر النحاس، والزجاج.

## نقله للروايات الضعيفة والموضوعة
مما يؤخذ على الشوكاني –كرجل من أهل الحديث – أنه يذكر كثيراً من الروايات الموضوعة والضعيفة، ويمر عليها من دون أن ينبه عليها. فمثلاً نجده عند تفسيره لقوله تعالى: (إنما وليكم الله ورسوله) ... الآية، وقوله: (يا أيها الرسول بلغ ما أنزل إليك من ربك) ....الآية، يذكر من الروايات ما هو مذكور على ألسنة الشيعة، ولا ينبه على أنها موضوعة.

## ذمه للتقليد والمقلدين
كما يلاحظ عليه ذمه للتقليد والمقلدين حتى أنه لا يمر عن آية تنعي على المشركين تقليدهم آباءهم إلا ويطبقها على مقلدي أئمة المذاهب الفقهية، ويرميهم بأنهم تاركون لكتاب الله وسنة نبيه.
-	ومع هذا فهو يوافق الجمهور في مسألة حياة الشهداء وأنها حياة حقيقية لا مجازية، وذلك عند تفسيره قول القرآن: (ولا تحسبن الذين قتلوا في سبيل الله أمواتاً بل أحياء عند ربهم يرزقون).

## موقفه من المتشابه
الشوكاني سلفي العقيدة، فكل ما ورد في القرآن من ألفاظ توهم التشبيه إقرارها وإمرارها وتفسيرها قراءتها مع تنزيه الله عما لا يجوز . فعند تفسيره لقول القرآن: (إن ربكم الله الذي خلق السموات والأرض في ستة أيام ثم استوى على العرش) ...الآية، يقول ما نصه: «قد اختلف العلماء في معنى هذا على أربعة عشر قولاً، وأحقها وأولاها بالصواب مذهب السلف الصالح: أنه استوى سبحانه عليه بلا كيف، بل على الوجه الذي يليق به مع تنزهه عما لا يجوز عليه» ..

## موقفه من المعتزلة
نجده في تفسيره هذا يرد عليهم، ويعارضهم معارضة شديدة في كثير من المواقف. ومما يلاحظ على المؤلف أنه أعطى لنفسه حرية واسعة خولت له أن يسخر من عقول العامة، ويهزأ من تعاليم المعتزلة، وأن يندد ببعض مواقف أهل السنة، وعلى الجملة فإن تفسير الشوكاني هذا له قيمته ومكانته العلمية.